# Eliáš ben Šemuel Maisel
Elijahu ben Šemuel Maisel (hebrejsky אליהו בן שמואל מאיזל‎) (kol. 1555 Mikulov? – 1621 Kolín) byl český rabín a vůdčí osobnost kolínské židovské obce v poslední třetině 16. a první třetině 17. století. Jednalo se o přímého příbuzného (nejpravděpodobněji prasynovce) Mordechaje Maisela, pražského primase a dvorního Žida císaře Rudolfa II, v poslední třetině 16. století patrně nejbohatšího Žida v Evropě. 
O životě Elijáše Maisela je do současné doby známo jen minimum údajů. Jisté je, že zemřel roku 1621 a je pohřben na Starém židovském hřbitově v Kolíně. 
Rodina Maiselů (také Meisel, Meisels nebo Meizels) je významná rabínská rodina z Čech původem z Prahy, která pochází od Jicchaka Eizika Meiselse (nar. 1425), patnácté generace potomka babylónského exilarchy Mar Ukby. Od počátku 16. století se stali jednou z nejbohatších židovských rodin v Čechách. Během této doby kvůli rostoucímu antisemitismu v Čechách přistěhovala část potomků do Polska, do Krakova. Z této větve pochází například Simcha Bunim Meisels (1545-1624) (zeť Moše Iserelese). V Polsku rodina vyprodukovala několik rabínských učenců, jako jsou Dow Ber Meisel a Moše Bonems-Meisel. Mezi potomky rodiny jsou Shabbatai HaKohen, Jicchak Jaakov Reines, Alexander Sender Šor a také chasidské dynastie Pešišča, Sulica, Ropšic, Bobov, Biala, Kretšnif a Kotzk. 